# 2011 au Danemark
| Années du Danemark : 2008 - 2009 - 2010 - 2011 - 2012 - 2013 - 2014    |
| Décennies du Danemark : 1980 - 1990 - 2000 - 2010 - 2020 - 2030 - 2040 |

Cet article traite des événements qui se sont produits durant l'année 2011 au Danemark.

## Gouvernements
- Monarque : Margrethe II

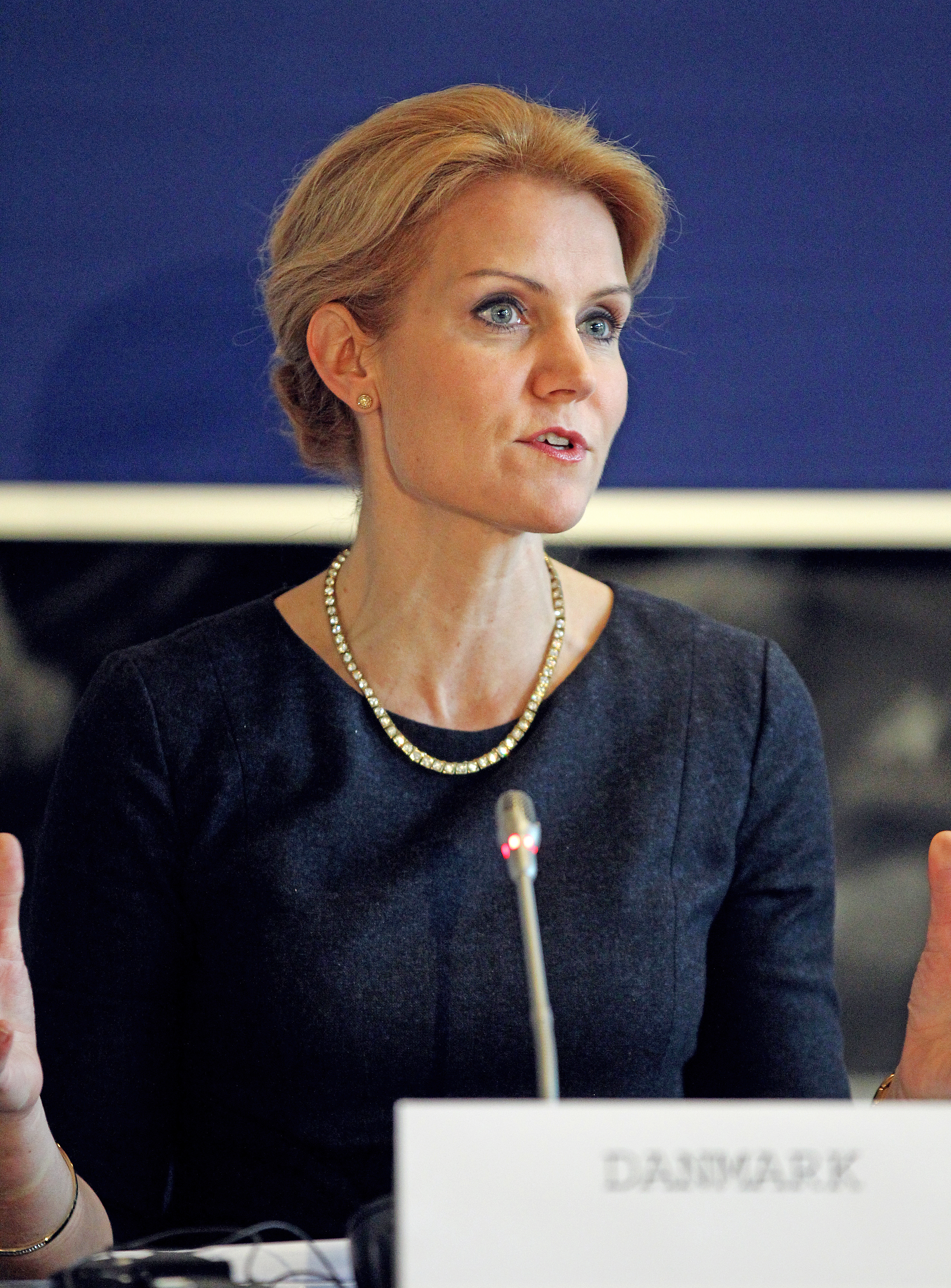
Helle Thorning-Schmidt, en 2011, la première femme à être Premier ministre du Danemark

- Premier ministre : Lars Løkke Rasmussen jusqu'au 3 octobre, puis Helle Thorning-Schmidt

## Événements

### Janvier 2011
- 10 janvier : le Danemark et la Serbie signe un accord de défense
- 13 janvier : Lene Espersen, cheffe du Parti populaire conservateur annonce sa démission à la suite d'une période d'intenses critiques dans les médias et de la part des membres du parti
- 14 janvier : Lars Barfoed est élu chef du Parti populaire conservateur

### Mars 2011
- 13 mars : par une vote unanime, le Parlement du Danemark autorise les actions directes par sa force aérienne afin d'aider à mettre en application la résolution 1973 du Conseil de sécurité des Nations unies, la première fois dans l'histoire du pays qu'un engagement militaire est supporter à l'unanimité par le parlement. L'Armée de l'air royale danoise participe avec six avions de chasse F-16AM, un avion de transport militaire C-103J-30 Super Hercules et les troupes au sol correspondantes. Seulement quatre F-16 seront utiliser pour les opérations offensives tandis que le reste servira de réserve. Les premières frappes aériennes de la part des aéronefs danois se sont produites le 23 mars avec les quatre avions effectuant 12 sorties dans le cadre de l'opération Odyssey Dawn. The Guardian annonça, en mai 2011, que les avions de chasse danois tuèrent le fils de Mouammar Kadhafi, Saif al-Arab Gaddafi (en)

### Avril 2011
- 14 avril : les jumeaux du prince Frederik et de la princesse Mary sont baptisés en l'église Holmens à Copenhague sous les noms de Vincent Frederik Minik Alexander et Josephine Sophia Ivalo Mathilda

### Juin 2011

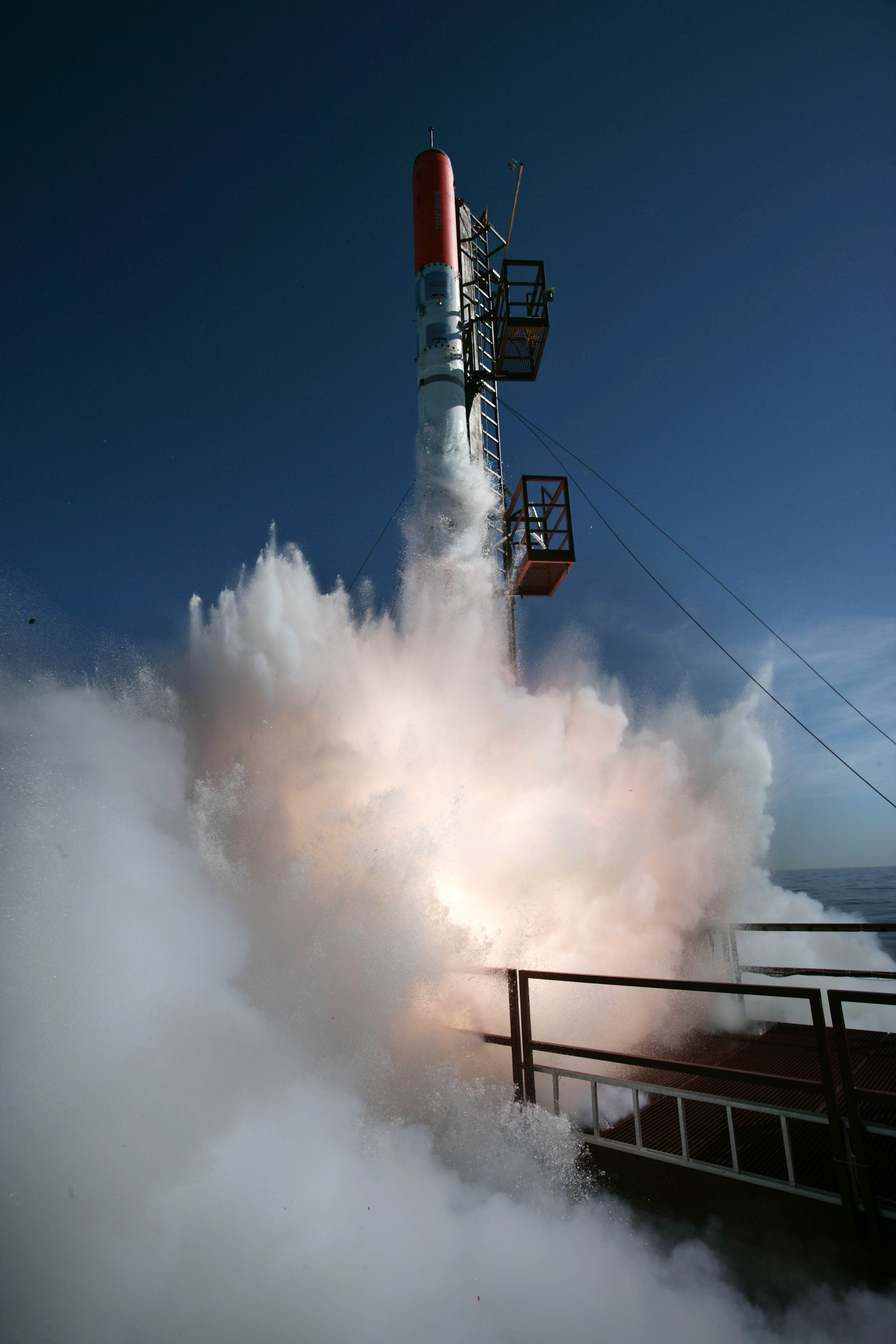
Lancement de la fusée HEAT 1X de Copenhagen Suborbitals le 3 juin

- 3 juin : Copenhagen Suborbitals, une organisation à but non lucratif privée, effectue le premier test réussi de lancement de la fusée HEAT 1X à partir d'une rampe construite par l'organisation elle-même au large de Bornholm

- 22 juin : le Danemark reconnaît le Conseil national de transition comme étant la seule autorité légitime représentant la Libye

### Septembre 2011
- 15 septembre : les élections législatives danoises de 2011 sont tenues et mènent à une majorité pour les partis d'opposition

### Octobre 2011
- 3 octobre : le cabinet Helle Thorning-Schmidt est présenté au palais d'Amalienborg et Helle Thorning-Schmidt devient la première femme à être Premier ministre du Danemark

## Naissances en 2011
- 8 janvier
  - Prince Vincent, prince du Danemark
  - Princesse Josephine, princesse du Danemark

## Annexe